# 肖家乡 (会同县)
肖家乡，是中华人民共和国湖南省怀化市会同县过去下辖的一个乡镇级行政单位。
2015年末至2016年初与金龙乡合并为金竹镇。

## 行政区划
肖家乡下辖以下地区：
肖家村、王家村、东岳村、楼脚村、坡脚村、划皮村、半山村、溪坎村和老团村。